# 卡蘭杜拉
9°4′S 17°54′E / 9.067°S 17.900°E
卡蘭杜拉（葡萄牙語：Calandula），是安哥拉的城鎮，位於該國北部，由馬蘭哲省負責管轄，始建於1929年9月2日，面積8,358平方公里，2006年人口202,443，人口密度每平方公里24人。